# St. Julien Dressing Station Cemetery
St. Julien Dressing Station Cemetery is een Britse militaire begraafplaats met gesneuvelden uit de Eerste Wereldoorlog, gelegen in het Belgische gehucht Sint-Juliaan (Langemark-Poelkapelle). De begraafplaats ligt 3 km ten zuidoosten van de Grote Markt van Langemark-Poelkapelle en werd ontworpen door Reginald Blomfield. Ze heeft een zevenhoekig grondplan met een oppervlakte van 2.173 m² en wordt omsloten door een bakstenen muur. Centraal tegen de noordwestelijke muur staat het Cross of Sacrifice. De graven zijn in vier perken ingedeeld. De begraafplaats wordt onderhouden door de Commonwealth War Graves Commission.
Er worden 428 doden herdacht, waarvan 180 niet geïdentificeerde.

## Geschiedenis
Sint-Juliaan lag tijdens de oorlog aan het front van de Ieperboog. Van het najaar van 1914 tot april 1915 was het in Britse handen, maar kort na de Duitse gasaanvallen viel het bij de Tweede Slag om Ieper in Duitse handen. Begin augustus 1917 kon het dorp bij de Derde Slag om Ieper heroverd worden. Eind april 1918 viel het nog even terug in Duitse handen bij het Duitse lenteoffensief, tot het op 28 september uiteindelijk door Belgische troepen werd heroverd.
In september 1917 was men begonnen met de aanleg van de begraafplaats, waar tot maart 1918 gesneuvelden werden begraven. Oorspronkelijk lagen er 203 soldaten. De begraafplaats raakte in 1918 zwaar beschadigd door artillerievuur. Na de wapenstilstand werd de begraafplaats uitgebreid met graven uit de omgeving. 
Er liggen 395 Britten, 15 Canadezen, 10 Australiërs, 3 Nieuw-Zeelanders en 5 Zuid-Afrikanen begraven. Voor 9 Britten en 2 Zuid-Afrikanen werden Special Memorials opgericht omdat hun graven niet meer gelokaliseerd konden worden. Men neemt aan dat ze onder de naamloze graven liggen.
De begraafplaats werd in 2009 als monument beschermd.

## Onderscheiden militairen
- Laurence Smith Blanche Brown, onderluitenant bij het Machine Gun Corps werd onderscheiden met het Military Cross (MC).
- Samuel Beech, korporaal bij de Royal Field Artillery werd onderscheiden met de Distinguished Conduct Medal (DCM) en de Military Medal (MM).
- sergeant A. Smith, korporaal Alfred J. Stacey, monteur Frederick Turner en geleider Harry Thomas Page ontvingen de Military Medal (MM).

## Externe links

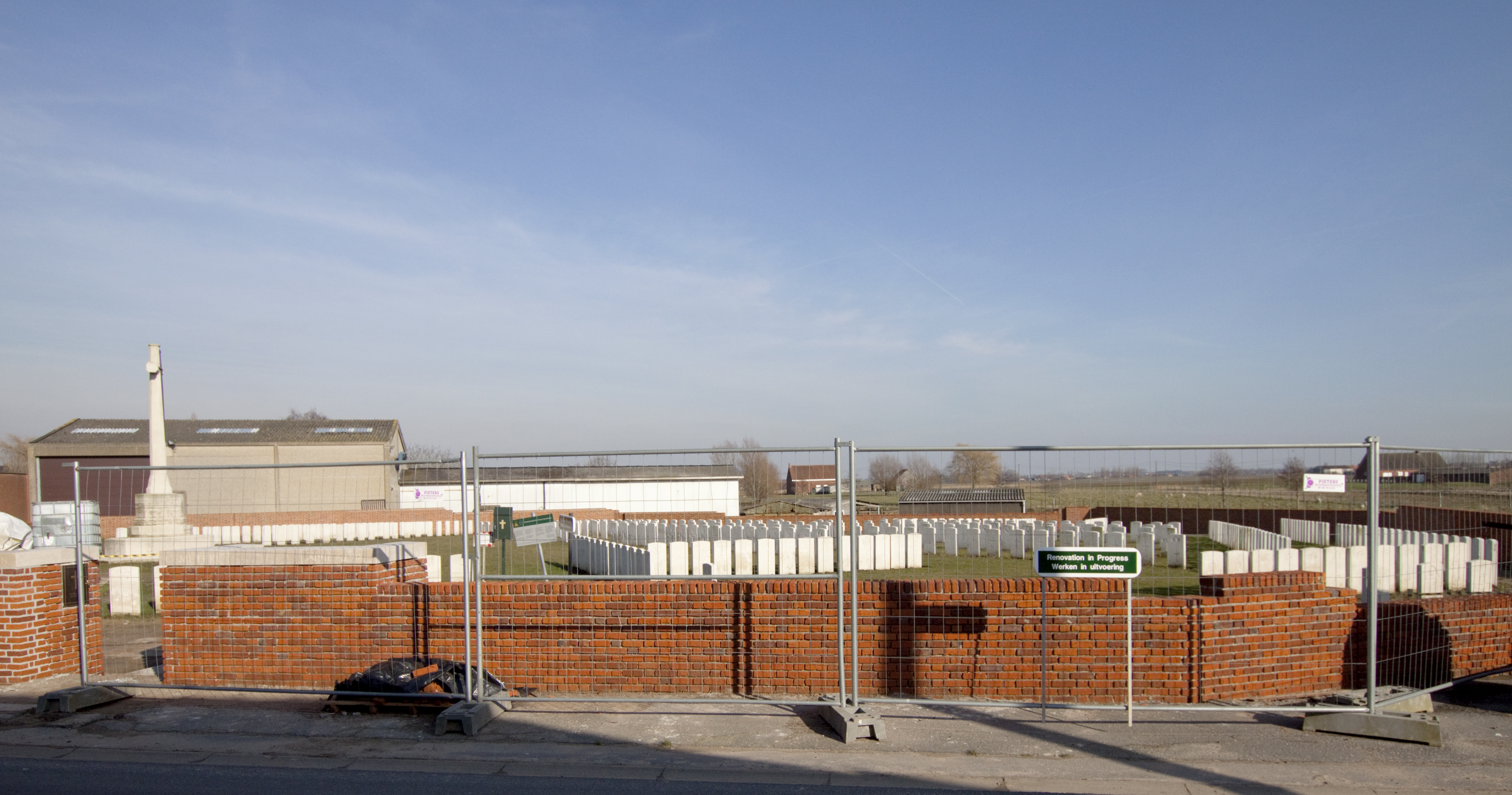
De begraafplaats tijdens de renovatiewerken